# Чърновища
Чърно̀вища или Чернòвища (произношение в местния говор Чърнòвишча, на гръцки: Μαυρόκαμπος, Маврокамбос, до 1927 година Τσερνόλιστα, Цернолиста или Τσερνόβιστα, Церновиста) е село в Егейска Македония, Република Гърция, в дем Костур, област Западна Македония.

## География
Селото отстои на 17 километра северозападно от демовия център Костур, в областта Кореща (Корестия) и на 2 километра източно от Кореща (Неос Икисмос). Разположено е в южното подножие на разклонението на Въро, разклонение на Вич (Вици), на 830 m надморска височина.

## История

### Етимология
Според академик Иван Дуриданов името е първоначалнен патроним на -ишчи < -itji, който произхожда от фамилното име Чърнов, личното име Чърно, диалектни варианти на общобългарското Черньо.

### В Османската империя
В XV век в Чернохавище са отбелязани поименно 44 глави на домакинства.
В края на XIX век Чърновища е чисто българско село. Александър Синве („Les Grecs de l’Empire Ottoman. Etude Statistique et Ethnographique“), който се основава на гръцки данни, в 1878 година пише, че в Чърнолища (Tchirnolista) живеят 600 гърци.
В „Етнография на вилаетите Адрианопол, Монастир и Салоника“, издадена в Константинопол в 1878 година и отразяваща статистиката на населението от 1873 г., Търновища (Tarnovischta) е посочено като село с 40 домакинства и 114 жители българи.
Според статистиката на Васил Кънчов („Македония. Етнография и статистика“) в 1900 година Църновища има 260 жители българи християни.
На Етнографската карта на Битолския вилает на Картографския институт в София от 1901 година Церновища е чисто българско село в Костурската каза на Корчанския санджак с 46 къщи.
Между 1896 – 1900 година селото преминава под върховенството на Българската екзархия.
Според сведение на ръководителите на Илинденско-Преображенското въстание в Костурско Васил Чекаларов, Лазар Поптрайков, Пандо Кляшев, Манол Розов и Михаил Розов, изпратено до всички чуждестранни консулства в Битоля на 30 август 1903 в Чърновища от 50 къщи останали само 5 неизгорени и са убити Дямо Марков (на 45 години), Ламбро Цилев (20), Мара Дерондовска (65). Българският свещеник в селото отказва на искането на владиката Герман Каравангелис да се обяви за грък и е убит.
През ноември 1903 година българският владика Григорий Пелагонийски, придружаван от Наум Темчев, Търпо Поповски, и председателя на Костурската българска община Григорий Бейдов, пристигат в Поздивища и раздават помощи на пострадалите при потушаването на Илинденското въстание семейства от Поздивища и Чърновища. Според Темчев преди да изгори Чърновища брояло 40 къщи и 50 семейства. Убит е селският свещеник, защото отказва да приеме върховенството на Патриаршията. Селянин от Чърновища разказва: „Осъмъ дни слѣдъ Богородица... многобройна войска слѣзе отъ къмъ Вишени, мина прѣзъ селото ни, ограби го и го подпали. Ние бѣхме се изпокрили по горитѣ. До вечерьта изгориха всички кѫщи и плѣвни. Сега селянитѣ живѣятъ въ колибки. А много сѣмейства сѫ настанени въ училището, което остана здраво“.
В началото на XX век цялото население на Чърновища е под върховенството на Българската екзархия. По данни на секретаря на екзархията Димитър Мишев („La Macédoine et sa Population Chrétienne“) в 1905 година в Чърновища има 368 българи екзархисти и в селото работи българско училище. Според Георги Константинов Бистрицки Черновища преди Балканската война има 45 български къщи.
В 1915 година костурчанинът учител Георги Райков пише:
| „ | 1/2 ч. на югоизток от с. Дреновени на едно равно място до реката е разположено с. Черновища, което е прочуто с черновския фасул. Населението на това село са чисти българи и си говорят на български язик. За духовен началник признават Българския Екзарх Йосиф I и с и имат българска църква, свещеници, училище и учители. | “ |

На етническата карта на Костурското братство в София от 1940 година, към 1912 година Черновища е обозначено като българско селище.

### В Гърция
Селото не се отказва от Екзархията до влизането си в Гърция след Балканската война. Боривое Милоевич пише в 1921 година („Южна Македония“), че Църновища (Црновишта) има 40 къщи славяни християни. В 1927 година селото е прекръстено на Маврокамбос, в превод Черно поле. В 1932 година се регистрирани 56 българофонски семейства, 50 от които с изявено „славянско съзнание“.
Населението традиционно произвежда боб, ябълки, жито и грозде, като се занимава и частично със скотовъдство.
В междувоенни период има засилена емиграция отвъд океана.
След разгрома на Гърция от Нацистка Германия през април 1941 година в селото е установена българска общинска власт. В общинския съвет влизат Христо Шукаров, Джамбазов, Кузо Шутков, Спас Генчев, Иван Хаджиев, Васил Бекиров, Атанас Флоринов, Пандо Генчев, Васил Влашев.
В 1945 година в селото има 325 българофони, всички с „негръцко национално съзнание“.
Селото пострадва силно от Гражданската война (1946 - 1949), по време на която 20 семейства и още толкова отделни хора и малолетни деца го напускат и емигрират в източноевропейските страни. След войната продължава усилената емиграция отвъд океана.
| Име     | Име      | Ново име   | Ново име   | Описание |
| ------- | -------- | ---------- | ---------- | -------- |
| Пезница | Πεζνίτσα | Мирко Рема | Μικρὸ Ρέμα | река     |

| Година    | 1913 | 1920 | 1928 | 1940 | 1951 | 1961 | 1971 | 1981 | 1991 | 2001 | 2011 | 2021 |
| --------- | ---- | ---- | ---- | ---- | ---- | ---- | ---- | ---- | ---- | ---- | ---- | ---- |
| Население | 207  | 325  | 328  | 332  | 199  | 181  | 139  | 119  | 76   | 9    | 6    | 2    |

## Личности
Родени в Чърновища
- Ване Христов (? – 1904), български революционер от ВМОРО
- Васил Черновски, български революционер, деец на ВМОРО, загинал.[23]
- Димитър (Мито) Попов (Δημήτριος Παπαδόπουλος, Димитриос Пападопулос), гръцки андартски деец, агент от ІІ ред, член на местния гръцки комитет[24]
- Ставре Цилев (Σταύρος Τσίλης), гръцки андартски деец

Български общински съвет в Чърновища в 1941 година
- Христо Шукаров
- Джамбазов
- Кузо Шутков
- Спас Генчев
- Иван Хаджиев
- Васил Бекиров
- Христо Димитров
- Атанас Флоринов
- Пандо Генчев
- Васил Влашев[21]